# جون شيلدز (سياسي)
جون شيلدز (بالإنجليزية: John Shields)‏ هو محامي وسياسي أمريكي، ولد في 20 أكتوبر 1954. حزبياً، نشط في الحزب الجمهوري. وقد انتخب عضو مجلس نواب تكساس.